# Anatolij Piepielajew

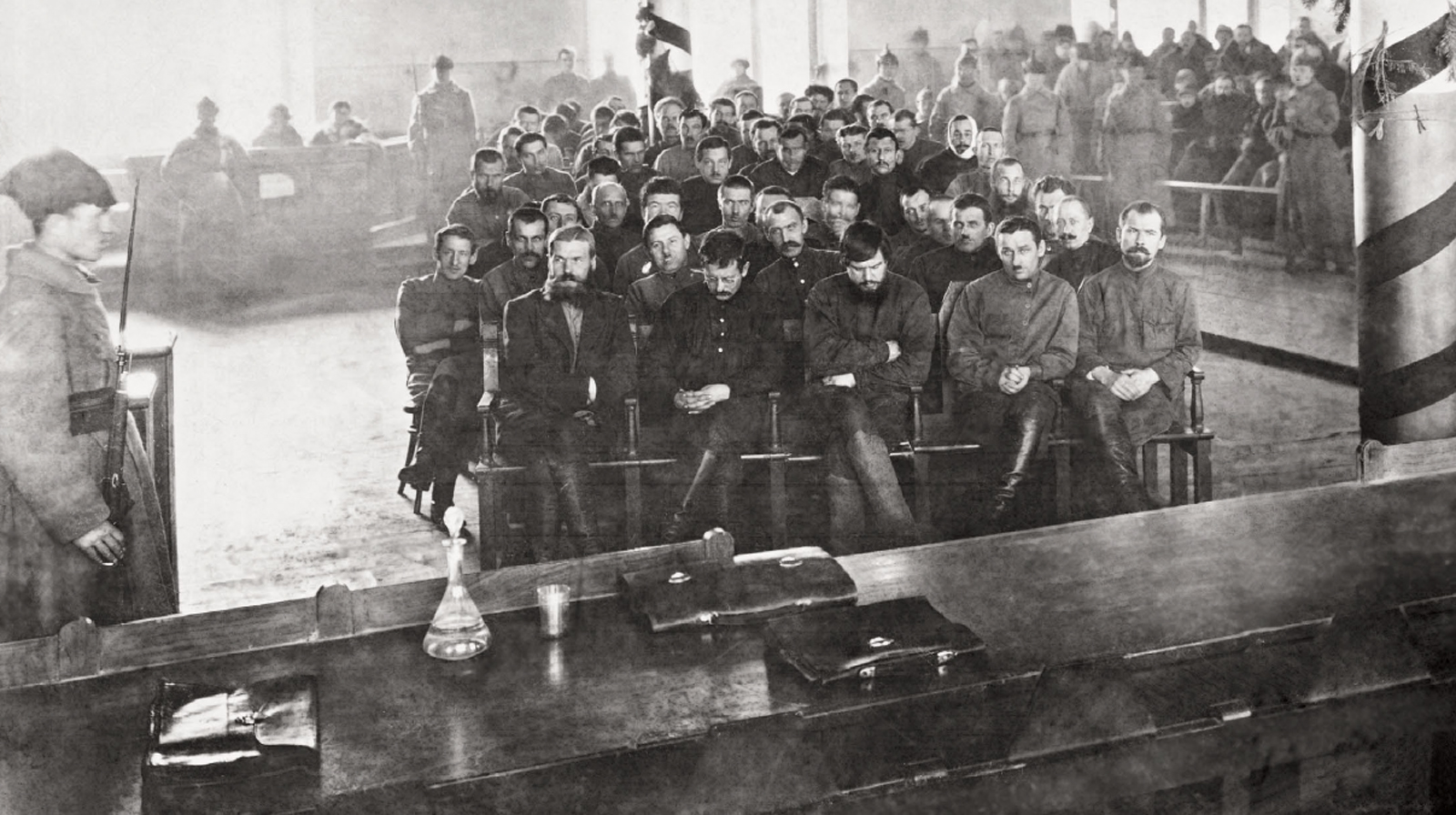
Anatolij Piepielajew przed sowieckim sądem (siedzi pośrodku w pierwszym rzędzie). Czyta, styczeń 1924

Anatolij Piepielajew, ros. Анатолий Николаевич Пепеляев (ur. 3 lipca?/15 lipca 1891 w Tomsku, zm. 14 stycznia 1938 w Nowosybirsku) – rosyjski generał, dowódca ostatniej kampanii wojsk Białych przeciwko bolszewikom w Rosji.

## Życiorys
Piepielajew urodził się w rodzinie carskiego generała Nikołaja. W latach 1902–1908 uczył się w szkole chorążych (kadetów) w Omsku, a następnie wstąpił do Pawłowskiej Szkoły Wojskowej w Petersburgu, którą ukończył w 1910 w stopniu podporucznika i rozpoczął służbę w armii Imperium Rosyjskiego, jako oficer w oddziale karabinów maszynowych w 42-im pułku strzelców syberyjskich w Tomsku.
W czasie I wojny światowej walczył na froncie zachodnim, m.in. na Mazowszu pod Przasnyszem i Działdowem. Otrzymał szereg orderów, w tym order św. Jerzego IV klasy, a także awans na podpułkownika.
Po rewolucji październikowej wrócił do Tomska i 27 maja 1918 został przywódcą udanego antybolszewickiego powstania w tym mieście, skorelowanego z serią powstań w innych miastach Syberii. Następnie zorganizował i objął dowództwo 1. Środkowosyberyjskiego Korpusu Strzeleckiego, na czele którego zdobył szereg miast, m.in. Krasnojarsk i Czytę. Za te sukcesy otrzymał Order św. Jerzego III klasy i awans na generała majora w wieku 27 lat. Po rozbiciu bolszewików w południowej Syberii, zawrócił na zachód i w październiku 1918 dotarł na Ural. Wypełniając rozkazy admirała Kołczaka i swojego brata Wiktora, który był premierem w rządzie Kołczaka, zdobył 24 grudnia Perm rozbijając wcześniej znaczne siły bolszewickie, za co został promowany na generała porucznika. W czasie ofensywy wiosną 1919, dowodząc północną grupą armii Kołczaka, osiągnął największy postęp w natarciu na całym froncie, czego uwieńczeniem było zdobycie 2 czerwca Głazowa nad rzeką Wiatką. Jednak wobec ogólnego załamania natarcia Kołczaka, Piepielajew wkrótce zmuszony był zawrócić na wschód. Następnie jako dowódca nowej 1 Armii stopniowo wycofywał się wraz z całą armią Kołczaka. Pomimo dość długiej obrony Tobolska i Tomska przez generała, nie zdołał on zatrzymać bolszewickiej ofensywy. W grudniu 1919 wystąpił przeciwko generałowi Konstantinowi Sacharowowi – głównemu dowódcy armii Kołczaka i przeciw samemu Kołczakowi, oskarżając ich o oddanie bolszewikom Omska. Konflikt doprowadził do dymisji Sacharowa.
Po ostatecznym rozbiciu armii Kołczaka pod koniec grudnia, chory na tyfus Piepielajew został w Wielkim Syberyjskim Marszu Lodowym ewakuowany do Wierchnieudinska, gdzie w marcu 1920 zorganizował oddział partyzancki, z którym przedostał się w rejon Czyty (kontrolowany jeszcze przez siły atamana Grigorija Siemionowa), a następnie w kwietniu do Mandżurii. Tam pracował jako cieśla, furman, tragarz i rybak, by utrzymać rodzinę. Latem 1922 wyjechał do Władywostoku i zaczął organizować wyprawę wojskową celem wsparcia trwającego wówczas antybolszewickiego powstania Jakutów. Oddział Piepielajewa liczył ponad 700 żołnierzy i miał dwa ciężkie karabiny maszynowe. Na początku września jego oddziały wysadziły desant na brzegach Morza Ochockiego zajmując m.in. miasto Ochock i Ajan na Kołymie. Do końca grudnia prowadził utarczki z partyzantami i małymi oddziałami regularnej armii bolszewickiej, a w styczniu 1923 rozpoczął pochód na Jakuck. W tym czasie powstanie jakuckie było już w zasadzie stłumione, o czym Piepielajew prawdopodobnie nie wiedział. Zdawał sobie jednak sprawę, że wobec zdobycia przez bolszewików ostatniego bastionu białych Władywostoku 25 X 1922 i braku własnych statków jego siły nie mają się dokąd wycofać. W połowie lutego 1923 jego oddziały zostały zatrzymane, a 1–2 marca rozbite koło wsi Amga w pobliżu Jakucka. Była to ostatnia bitwa sił białych z bolszewikami w Rosji. Resztki oddziałów białych zbiegły do Ochocka i Ajanu, gdzie w lipcu desant bolszewików z Władywostoku, dowodzony przez Stiepana Wostriecowa, zmusił Piepielajewa do kapitulacji 17 czerwca 1923.
Generał Piepielajew został początkowo skazany na karę śmierci, jednak po wystosowaniu przez niego prośby o łaskę złagodzono mu karę do 10 lat więzienia. Odbył ją w więzieniu w Jarosławiu. W 1932 otrzymał kolejny wyrok trzech lat; na wolność wyszedł 6 czerwca 1936. Miał obowiązek zamieszkania w Woroneżu, gdzie pracował jako stolarz. W sierpniu 1937 aresztowany powtórnie, skazany w grudniu tegoż roku w Nowosybirsku na karę śmierci i 14 stycznia 1938 stracony. Pochowany w nieznanym miejscu.